# (197864) Florentpagny
(197864) Florentpagny est un astéroïde de la ceinture principale.

## Nom
Il fut nommé en l'honneur du chanteur et acteur français Florent Pagny, la citation du MPC mentionnant :

« Florent Pagny (b. 1961) is a French musician. His greatest hits include "N'importe quoi", "Savoir aimer", "Ma liberté de penser" and "Les murs porteurs". »

soit en français :

« Florent Pagny (né en 1961) est un musicien français. Parmi ses plus grands succès on compte N'importe quoi, Savoir aimer, Ma liberté de penser et Les Murs porteurs. »

## Description
(197864) Florentpagny est un astéroïde de la ceinture principale. Il fut découvert le 5 septembre 2004 par l'astronome suisse Michel Ory à Vicques. Il présente une orbite caractérisée par un demi-grand axe de 2,3670290 UA, une excentricité de 0,2341082 et une inclinaison de 5,27546° par rapport à l'écliptique.

## Compléments